# Рудник Поргера

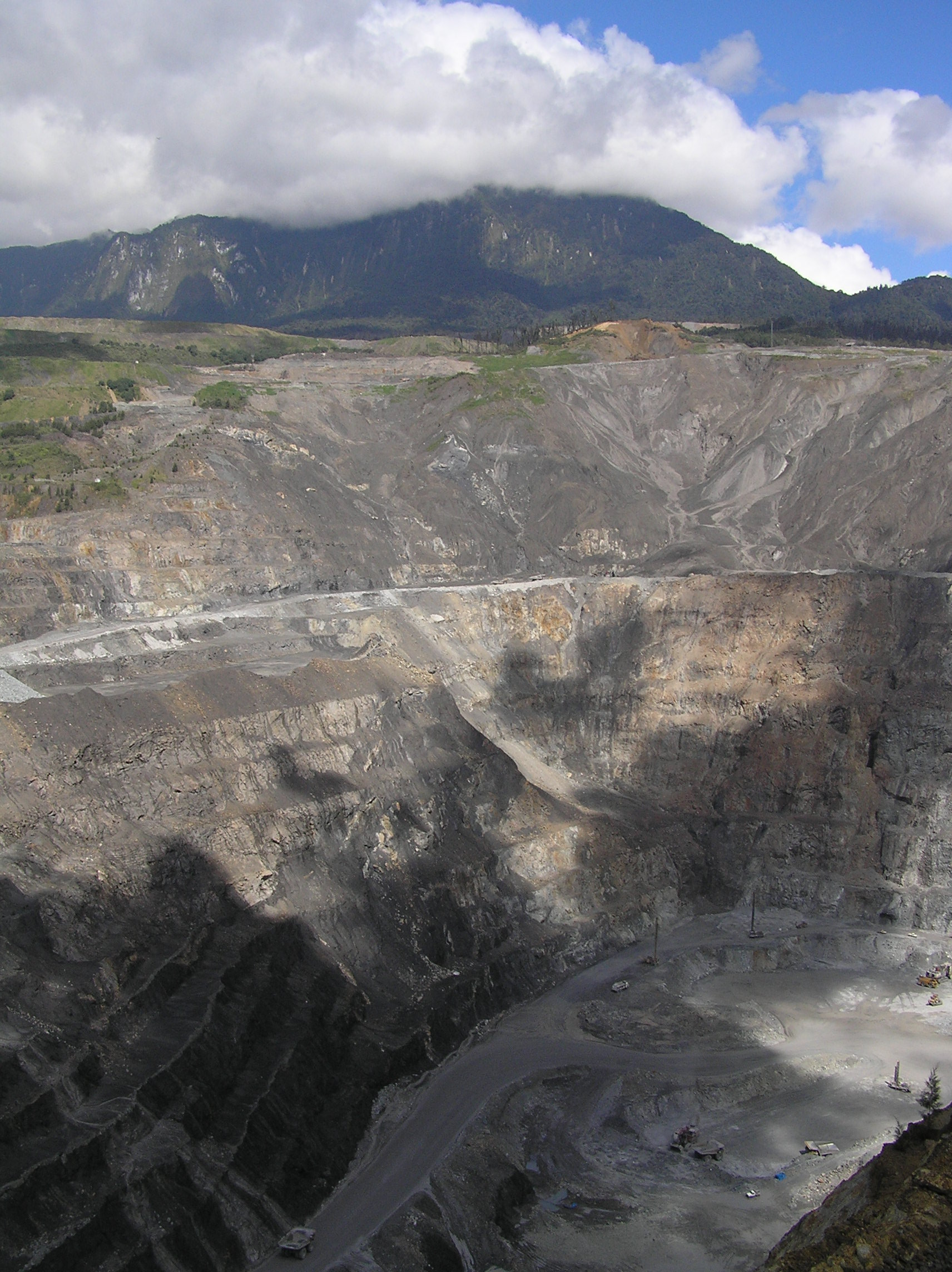
Кар'єр Поргера

Рудник Поргера – гірничодобувний майданчик у Меланезії, в державі Папуа Нова Гвінея.
Золоторудне родовище Поргера знаходиться в центральній частині острова Нова Гвінея. Розробка почалась в 1990-му з підземних робіт, які були призупинені в 1997-му, але відновились у 2002 році після додаткових розвідувальних робіт. В 1992-му почали видобуток відкритом способом, що призвів до виникнення гігантського кар’єру, який за проектом мав досягнути глибини у 500 метрів при розмірах 2х1,5 кілометра. Станом на кінець 2011-го копальня мала проектну потужність у 5,2 млн тонн руди на рік, з яких лише 0,8 млн тонн повинно було припадати на підземні роботи, при цьому накопичений видобуток руди досягнув 135 млн тонн. 
Планувалось, що підземні роботи продовжаться навіть після завершення розробки кар’єру (в період допрацювання збагачувальною фабрикою складованих запасів), оскільки вони дають доступ до найбльш багатої руди – в 2011 році підземні виробітки видали 0,94 млн тонн з середнім вмістом золота 7,29 грам на тонну.
Руда надходить на фабрику з вилучення золота, здатну приймати 6 млн тонн на рік. Її дробильна секція знаходиться прямо на борту кар’єру та відправляє підготовану руду на наступний етап переробки за допомогою пульпопроводу.
Водопостачання копальні забезпечує сховище Waile Creek об’ємом 7 млн м3, розташоване за сім кілометрів від копальні. Основну частину електроенергії постачає електростанція потужністю 62 МВт, розміщена менш ніж за сотню кілометрів на газовому родовищі Гайдес (можливо відзначити, що обмежений видобуток на останньому стартував в 1991 році саме з огляду на обслуговування проекту Поргера і лише в 2014-му Гайдес ввели у повноцінну розробку з метою поставок на завод зі зрідження природного газу).
Станом на кінець 2011 року з Поргера вже вилучили біля 500 тонн золота, при цьому залишкові запаси становили 72 млн тонн руди, що мала містити 208 тонн золота, при ресурсах у 26 млн тонн руди.
В квітні 2020-го рудник тимчасово зупинили для модернізації та повторно ввели в дію наприкінці грудня 2023-го. На цей час на залишкові запаси копальні оцінювались у 150 тонн золота при ресурсах у понад 300 тонн.
Розробку родовища організували через компанію Porgera Joint Venture (PJV), головним учасником якої в підсумку стала Placer Dome PNG, що в 1997 та 2002 роках придбала по 25% участі та довела свою частку до 75%. В 2006-му канадська компанія Barrick викупила долю Placer Dome PNG, а в 2007-му придбала 20% участі, що належали Durban Roodepoort Deep. Таким чином, Barrick сконцентрувала в своїх руках 95% проекту, тоід як ще 5% знаходились у Mineral Resources Enga (Енга – провінція, на території якої розташована копальня, при цьому 2,5% належать уряду провінції, а ще 2,5% місцевим землевласникам). В 2015-му Barrick продала 47,5% участі китайській Zijin Mining Group.
На момент відновлення роботи рудника в 2023 році проектом вже опікувалась компанія New Porgera Limited, в якій 51% належав представникам Папуа Нової Гвінеї, а ще 49% через Porgera (Jersey) Limited належали у рівних долях Barrick та Zijin Mining Group.